# Phan Văn Hùm
Phan Văn Hùm (9 tháng 4 năm 1902 - năm 1946), bút danh Phù Dao, là một nhà báo, nhà văn, nhà cách mạng, và là lãnh tụ phong trào Cộng sản Đệ Tứ tại Việt Nam.

## Tiểu sử
Phan Văn Hùm sinh tại ấp Búng, làng An Thạnh, Lái Thiêu, Thủ Dầu Một (nay là tỉnh Bình Dương). Ông có hai vợ, vợ chính là Dương Thị Lại (1905-1992), vợ thứ là Mai Huỳnh Hoa (1910-1987).
Sinh ra trong một gia đình nông dân, buổi đầu Phan Văn Hùm theo học ở Sài Gòn, đậu bằng Thành chung. Ông dạy học một năm, sau ra Hà Nội học trường Cao đẳng Công chính (1924-1925) rồi được bố trí làm Tham tá công chính ở Huế. Đến năm 1927 ông bị buộc thôi việc vì ủng hộ nữ sinh trường Đồng Khánh (Huế) bãi khóa nhân đám tang Phan Châu Trinh.
Ngày 28 tháng 9 năm 1928, Phan Văn Hùm cùng Nguyễn An Ninh đi Bến Lức (Long An), vô cớ bị cảnh sát xét hỏi giấy tờ tùy thân rồi còn bị đánh đòn. Ông đánh trả nên bị vu cáo tội cướp, phải vào ở Khám Lớn Sài Gòn. Những ngày ở trong tù, Phan Văn Hùm viết tác phẩm Ngồi tù Khám Lớn, nhà in Bảo Tồn nhận ấn hành, nhưng sách mới ra mắt thì bị cấm (1929).
Ngày 8 tháng 5 năm 1929, ông bị tòa tuyên phạt 3 tháng tù treo và phạt tiền. Tháng 9 năm đó, Phan Văn Hùm sang Pháp học tại Đại học Sorbonne (Paris), đỗ cử nhân và cao học triết. Ra trường, ông đi dạy tiếng Việt ở Toulouse. Ở đây, ông chịu ảnh hưởng của Đệ Tứ Quốc tế cộng sản Pháp, nên có những tư tưởng và hành động khiến nhà cầm quyền lưu ý, lùng bắt. Ông trốn sang Bỉ rồi về Sài Gòn vào tháng 7 năm 1933.
Về nước, Phan Văn Hùm hợp tác với Nguyễn An Ninh, Tạ Thu Thâu, Trần Văn Thạch, Lê Văn Thử, Hồ Hữu Tường ra báo La Lutte (Tranh đấu), làm chủ bút tờ Đồng Nai và viết cho nhiều báo khác... Ngoài việc viết báo ông còn đi dạy học ở các trường trung học tư thục, trường Trung học Paul Doumer. Được ít lâu thì ông bị thôi việc vì tổ chức các giáo viên bãi khóa.
Năm 1936, Phan Văn Hùm với Tạ Thu Thâu, Nguyễn Văn Tạo trúng cử vào Hội đồng thành phố Sài Gòn. Năm 1937, ông viết tác phẩm Nỗi lòng Đồ Chiểu và Biện chứng pháp phổ thông (tập hợp những bài diễn thuyết của ông về đề tài này tại Hội quán Khuyến học hội).
Tháng Tư năm 1939 ông ứng cử vào Hội đồng Quản hạt Nam Kỳ và trúng cử, nhưng bị nhà cầm quyền Pháp tìm cách loại bỏ ông.
Những bài viết tuyên truyền tư tưởng cách mạng vô sản, phản đối chính sách bất công của Pháp... khiến ông bị cáo buộc là làm mất an ninh chính trị, nên ông bị kết án 3 năm tù đày đi Côn Đảo. Trong ngục ông bị bệnh phù thũng.
Năm 1942 Phan Văn Hùm được thả nhưng vẫn bị quản thúc tại Tân Uyên (Biên Hòa). Những ngày ở đây, ông viết bộ Phật giáo triết học.
Đầu năm 1946, khi Pháp đánh chiếm lại Nam Bộ, theo nhà văn Nguyên Hùng, Phan Văn Hùm bị Kiều Đắc Thắng giết tại miền Đông Nam Bộ. Tuy nhiên, theo nguồn khác thì Phan Văn Hùm bị Dương Bạch Mai, thuộc Đảng cộng sản Đông Dương (nhóm Đệ Tam Quốc tế ở Việt Nam) giết trên chặng đường sắt giữa ga Phan Thiết và Tháp Chàm và thi thể bị ném xuống sông.

## Tác phẩm
- Nỗi lòng Đồ Chiểu, Đỗ Phương Quế xuất bản 1938; in lần 2, Tân Việt, 1957.
- Phật giáo triết học, Tân Việt, 1942
- Vương Dương Minh, Tân Việt, 1944
- Ngồi tù Khám Lớn, lần 2, Dân tộc, 1957
- Tiền bạc (Khảo cứu về vấn đề tiền tệ), Tân Việt, 1945
- Đồ Chiểu, Ngư tiều y thuật vấn đáp, Phan Văn Hùm hiệu đính và chú thích, Nhượng Tống tăng bình bổ chú, Tân Việt
- Biện chứng pháp phổ thông, Đỗ Phương Quế xuất bản

### Ngồi tù Khám Lớn
Đây là tập ký sự chân thật, có giá trị, mô tả lại những cảnh sinh hoạt đã và đang diễn ra trong Khám Lớn Sài Gòn: việc tra khảo dã man, bức cung, bắt người tùy tiện; cảnh sống vô vàn khổ sở, đói khát của tù nhân; thói hành xử tàn ác của bọn cai tù... Sách cũng cho biết "sự thật về Hội kín Nguyễn An Ninh, để qua đó vạch trần âm mưu của thực dân Pháp cố tình vu khống và gài bẫy những nhà yêu nước".
TrongTuyển tập Phan Văn Hùm, lời giới thiệu về tác phẩm này như sau:
Ngồi tù Khám Lớn là bút ký mà cũng là bản cáo trạng lên án chế độ lao tù của Pháp áp đặt ở Đông Dương, cuốn sách nguyên là hồi ức của ông khi ông bị Pháp bắt ở Bến Lức - Long An, được ông viết trong những ngày bị giam ở Khám Lớn Sài Gòn. Sách ghi lại đầy đủ các sự kiện từ đầu cho đến khi ông ra khỏi ngục.

### Nỗi lòng Đồ Chiểu
Gồm 2 phần: phần tiểu truyện và phần trích lục tác phẩm.
Nguyễn Huệ Chi và Nguyễn Thành nhận xét:
Có thể nói Phan Văn Hùm là người đầu tiên lý giải Nguyễn Đình Chiểu một cách khoa học, xác đáng, theo góc nhìn duy vật lịch sử. Phần sưu tầm và trích lục tác phẩm cũng rất công phu, có những văn bản ghi theo người con nhà thơ là Nguyễn Đình Chiêm (1869-1935) nên giá trị văn bản đáng tin cậy.
Ngoài những tác phẩm đã kể trên, Phan Văn Hùm còn sưu tập và chú giải Dương Từ Hà Mậu và Ngư tiều y thuật vấn đáp của Nguyễn Đình Chiểu, nghiên cứu về Vương Dương Minh, viết nhiều bài khảo cứu về các vấn đề triết học, y học cổ truyền, Phật giáo, lịch sử trên các báo.
Nhà văn Thiếu Sơn, là bạn của Phan Văn Hùm, nhận xét về 2 tác phẩm vừa nêu trên như sau:
Nỗi lòng Đồ Chiểu nói lên một phần nào của nỗi lòng Phan Văn Hùm và Ngồi tù Khám Lớn nói lên những gì tha thiết nhứt, thâm trầm nhứt, khả ái nhứt ở tâm hồn người quá cố (ý nói đến Phan Văn Hùm).
Ngồi tù Khám Lớn là một cuốn sách có giá trị về nhiều phương diện: nội dung, hình thức, giáo dục, luân lý, nhân bản, xã hội. Tác giả chẳng những có văn tài mà lại có văn tâm.

## Đánh giá
Phan Văn Hùm được đánh giá "là người có kiến thức uyên bác và văn phong giản dị, lôi cuốn, biết biến các vấn đề trừu tượng thành dễ hiểu", là "một giáo học, một chuyên viên Trường Tiền, sau bỏ nghề tiếp tục con đường học vấn rồi trở thành một nhà yêu nước, một học giả, được nhiều người trong các học giả xem ông là một học giả sắc nét nhất của Nam Kỳ".

## Người vợ thứ
Nữ sĩ Sương Nguyệt Anh, con nhà thơ Nguyễn Đình Chiểu, sinh một con gái duy nhất là Nguyễn Thị Vinh. Cô Vinh lấy chồng là ông Mai Văn Ngọc, sinh một gái đặt tên Mai Huỳnh Hoa, nhũ danh Kim Ba.
Mai Huỳnh Hoa, quê ở Mỹ Tho (Tiền Giang), có tiếng giỏi thơ văn, có tinh thần yêu nước. Khi kết duyên với Phan Văn Hùm, những lúc chồng ngồi tù, ra nước ngoài, hay đã chết, bà cùng với vợ của Nguyễn An Ninh vẫn một lòng chờ chồng (và thờ chồng), nuôi con, giúp đỡ các nhà cách mạng.
Thời chồng là Phan Văn Hùm còn sống, bà đã là một đảng viên Cộng sản nổi tiếng.